# Heinrich Witte (Historiker)

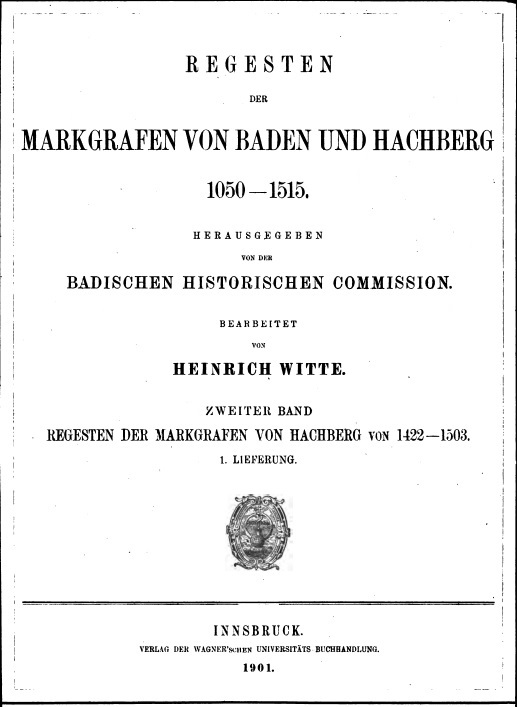
Titelblatt des zweiten Bandes der Regesten der Markgrafen von Baden und Hachberg 1050–1515.

Heinrich Witte (* 13. Februar 1854 in Leer; † 15. Februar 1903 in Baden-Baden) war ein deutscher Historiker und Gymnasiallehrer.

## Leben
Im August 1873 absolvierte Witte am Königliche Gymnasium zu Meppen die Abiturprüfung. Er begann anschließend ein Studium der Geschichte und der alten Sprachen an der Georg-August-Universität Göttingen und studierte bei Ernst Bernheim und Julius Weizsäcker. Seine Doktorarbeit, mit der er 1877 in Göttingen promovierte, wurde durch Bernheim angeregt. Weizsäcker gewann ihn für die Mitarbeit an der Edition der deutschen Reichstagsakten, für die er das Orts- und Personenregister des dritten Bandes erstellte. Bereits im Herbst 1877 nahm er eine Lehrerstelle am Lyceum in Straßburg an und wechselte 1883 nach Hagenau. Schwerpunkte seiner historischen Forschungen bildeten die Herrschaft der Burgunder am Oberrhein und die Burgunderkriege sowie genealogische Fragestellungen. Hierzu publizierte er eine Vielzahl von Aufsätzen – insbesondere in der Zeitschrift für die Geschichte des Oberrheins, aber auch in einer Anzahl weiterer Fachzeitschriften. Zudem veröffentlichte er neben seiner Dissertation weitere Monographien. 1897 übertrug ihm die Badische historische Kommission die Weiterführung der Regesten der Markgrafen von Baden und Hachberg, deren Edition er bis zu seinem Tod 1903 betrieb. 1899 wurde Witte Ehrenmitglied der Allgemeinen Geschichtforschenden Gesellschaft der Schweiz.

## Werke (Auswahl)
- Genealogische Untersuchungen zur Geschichte Lothringens und des Westrich. In: Jahr-Buch der Gesellschaft für lothringische Geschichte und Altertumskunde, Fünfter Jahrgang (Zweite Hälfte), Metz 1893, S. 26–107 (google.books.com).
- Genealogische Untersuchungen zur Geschichte Lothringens und des Westrich (II). Das Haus Lunéville in seinen Verzweigungen. In: Jahr-Buch der Gesellschaft für lothringische Geschichte und Altertumskunde, Siebenter Jahrgang (Erste Hälfte), Metz 1895, S. 79–128 (google.books.com).
- Vinstingen. Lexikoneintrag in: Allgemeine Deutsche Biographie (ADB). Band 40, Duncker & Humblot, Leipzig 1896, S. 1–5 (wikisource.org)